# Killall
killall je v informatice příkaz používaný v unixových operačních systémech, který slouží k zasílání signálů určitým procesům (chování příkazu se v systémech vycházejících ze SYSV a BSD liší).

## Popis
Existují dvě použití:
1. Použití v originálních unixových systémech V (včetně Solaris) a s Linux sysvinit tools (jako killall5) může být částečně nebezpečné, protože ukončuje všechny procesy, které uživatel může ukončit. Efektivně vypne systém, pokud je spuštěn správcem (root).
2. Použití ve FreeBSD (včetně Mac OS X) a Linux psmisc tools je stejné jako příkazy pkill a skill, ukončuje pouze procesy specifikované v příkazové řádce. Oba příkazy posílají signál jako program kill.

## Příklady
Ukonči všechny procesy (UNIX V):
```
killall
```

Ukonči GNOME Display Manager:
```
killall gdm
```

Ukonči Dock (Mac OS X):
```
killall Dock
```

Seznam všech signálů (FreeBSD/Linux):
```
killall -l
```

Pošli signál USR1 procesu dd (FreeBSD/Linux):
```
killall -s USR1 dd
```

Ukonči proces, který neodpovídá (FreeBSD/Linux):
```
killall -9 dd
```

Číselný argument určuje signál, který se má poslat procesu. V tomto případě příkaz pošle
procesu signál 9 (SIGKILL) proti implicitnímu SIGTERM.